# Taiwanees curlingteam (vrouwen)
Het Taiwanese curlingteam vertegenwoordigt Chinees Taipei in internationale curlingwedstrijden.

## Geschiedenis
De Taiwanezen debuteerden in de curlingsport tijdens het Pacifisch-Aziatisch kampioenschap van 2001, in het Zuid-Koreaanse Jeonju. Het team rond skip Cheng Li-lin kon geen enkele van de acht gespeelde wedstrijden winnend afsluiten. Na een jaartje afwezigheid was Chinees Taipei in 2003 terug van de partij op het Pacifisch-Aziatisch kampioenschap. Er werd één wedstrijd gewonnen: 8-6 tegen Nieuw-Zeeland. Door de tegenvallende prestaties trok Chinees Taipei zich na het toernooi van 2006 terug uit het Pacifisch-Aziatisch kampioenschap, om pas in 2019 (eenmalig) terug te keren.
Het Pacifisch-Aziatisch kampioenschap werd in 2021 opgedoekt en vervangen door het pan-continentaal kampioenschap. Chinees Taipei won de B-divisie van de eerste editie van dit toernooi, en mocht daardoor in 2023 uitkomen in de hoogste afdeling. Chinees Taipei eindigde als zesde en miste zo net een ticket voor het wereldkampioenschap, aangezien de top vijf van dit toernooi zich hiervoor plaatste. Een jaar later eindigde het team als laatste en zakte het wederom naar de tweede afdeling.
Chinees Taipei was nog nooit present op het wereldkampioenschap, noch op de Olympische Winterspelen.

## Chinees Taipei op het Pacifisch-Aziatisch kampioenschap
| Jaar | Plaats        | Skip          | WG            | W             | V             | PV            | PT            |
| ---- | ------------- | ------------- | ------------- | ------------- | ------------- | ------------- | ------------- |
| 1991 | Geen deelname | Geen deelname | Geen deelname | Geen deelname | Geen deelname | Geen deelname | Geen deelname |
| 1993 | Geen deelname | Geen deelname | Geen deelname | Geen deelname | Geen deelname | Geen deelname | Geen deelname |
| 1994 | Geen deelname | Geen deelname | Geen deelname | Geen deelname | Geen deelname | Geen deelname | Geen deelname |
| 1995 | Geen deelname | Geen deelname | Geen deelname | Geen deelname | Geen deelname | Geen deelname | Geen deelname |
| 1996 | Geen deelname | Geen deelname | Geen deelname | Geen deelname | Geen deelname | Geen deelname | Geen deelname |
| 1997 | Geen deelname | Geen deelname | Geen deelname | Geen deelname | Geen deelname | Geen deelname | Geen deelname |
| 1998 | Geen deelname | Geen deelname | Geen deelname | Geen deelname | Geen deelname | Geen deelname | Geen deelname |
| 1999 | Geen deelname | Geen deelname | Geen deelname | Geen deelname | Geen deelname | Geen deelname | Geen deelname |
| 2000 | Geen deelname | Geen deelname | Geen deelname | Geen deelname | Geen deelname | Geen deelname | Geen deelname |
| 2001 | 5             | Cheng Li-lin  | 8             | 0             | 8             | 29            | 101           |
| 2002 | Geen deelname | Geen deelname | Geen deelname | Geen deelname | Geen deelname | Geen deelname | Geen deelname |
| 2003 | 6             | Cheng Li-lin  | 6             | 1             | 5             | 33            | 57            |
| 2004 | 6             | Cheng Li-lin  | 6             | 0             | 6             | 31            | 69            |
| 2005 | 5             | Cheng Li-lin  | 6             | 2             | 4             | 31            | 53            |
| 2006 | 5             | Cheng Li-lin  | 4             | 0             | 4             | 11            | 43            |

| Jaar | Plaats        | Skip          | WG            | W             | V             | PV            | PT            |
| ---- | ------------- | ------------- | ------------- | ------------- | ------------- | ------------- | ------------- |
| 2007 | Geen deelname | Geen deelname | Geen deelname | Geen deelname | Geen deelname | Geen deelname | Geen deelname |
| 2008 | Geen deelname | Geen deelname | Geen deelname | Geen deelname | Geen deelname | Geen deelname | Geen deelname |
| 2009 | Geen deelname | Geen deelname | Geen deelname | Geen deelname | Geen deelname | Geen deelname | Geen deelname |
| 2010 | Geen deelname | Geen deelname | Geen deelname | Geen deelname | Geen deelname | Geen deelname | Geen deelname |
| 2011 | Geen deelname | Geen deelname | Geen deelname | Geen deelname | Geen deelname | Geen deelname | Geen deelname |
| 2012 | Geen deelname | Geen deelname | Geen deelname | Geen deelname | Geen deelname | Geen deelname | Geen deelname |
| 2013 | Geen deelname | Geen deelname | Geen deelname | Geen deelname | Geen deelname | Geen deelname | Geen deelname |
| 2014 | Geen deelname | Geen deelname | Geen deelname | Geen deelname | Geen deelname | Geen deelname | Geen deelname |
| 2015 | Geen deelname | Geen deelname | Geen deelname | Geen deelname | Geen deelname | Geen deelname | Geen deelname |
| 2016 | Geen deelname | Geen deelname | Geen deelname | Geen deelname | Geen deelname | Geen deelname | Geen deelname |
| 2017 | Geen deelname | Geen deelname | Geen deelname | Geen deelname | Geen deelname | Geen deelname | Geen deelname |
| 2018 | Geen deelname | Geen deelname | Geen deelname | Geen deelname | Geen deelname | Geen deelname | Geen deelname |
| 2019 | 5             | Heidi Lin     | 7             | 3             | 4             | 49            | 66            |
| 2021 | Geen deelname | Geen deelname | Geen deelname | Geen deelname | Geen deelname | Geen deelname | Geen deelname |

## Chinees Taipei op het pan-continentaal kampioenschap
| \| Jaar \| Plaats \| Skip \| WG \| W \| V \| PV \| PT \| \| ---- \| ------ \| ---------- \| -- \| - \| - \| -- \| -- \| \| 2022 \| 10 \| Heidi Lin \| 7 \| 7 \| 0 \| 77 \| 24 \| \| 2023 \| 6 \| Cynthia Lu \| 7 \| 2 \| 5 \| 28 \| 59 \| \| 2024 \| 8 \| Yang Ko \| 7 \| 0 \| 7 \| 15 \| 88 \| |        |            |    |   |   |    |    |
| Jaar | Plaats | Skip       | WG | W | V | PV | PT |
| 2022 | 10     | Heidi Lin  | 7  | 7 | 0 | 77 | 24 |
| 2023 | 6      | Cynthia Lu | 7  | 2 | 5 | 28 | 59 |
| 2024 | 8      | Yang Ko    | 7  | 0 | 7 | 15 | 88 |

Andorra · Australië · België · Brazilië · Bulgarije · Canada · China · Chinees Taipei · Denemarken · Duitsland · Engeland · Estland · Filipijnen · Finland · Frankrijk · Groot-Brittannië · Hongarije · Hongkong · Ierland · Italië · Jamaica · Japan · Kazachstan · Kenia · Kroatië · Letland · Litouwen · Luxemburg · Mexico · Nederland · Nieuw-Zeeland · Nigeria · Noorwegen · Oekraïne · Oostenrijk · Polen · Portugal · Qatar · Roemenië · Rusland · Schotland · Servië · Slovenië · Slowakije · Spanje · Thailand · Tsjechië · Tsjecho-Slowakije · Turkije · Verenigde Staten · Wales · Wit-Rusland · Zuid-Korea · Zweden · Zwitserland